# Mont d'Ambin
Le mont d'Ambin est une montagne de 3 378 mètres d'altitude dans les Alpes à la frontière entre la France et l'Italie.

## Géographie

### Situation
La montagne forme, avec le mont Giusalet (3 312 m), les dents d'Ambin (3 372 m, entièrement sur le territoire français), la pointe Ferrand (3 365 m), la pointe Sommeiller (3 332 m) et la Rognosa d'Étache (3 383 m) le chaînon d'Ambin, au sud du massif du Mont-Cenis à proprement parler, entre les vallées de Suse en Italie et la Haute-Maurienne en France. Il fait face à la dent Parrachée sur la rive opposée de l'Arc et domine le col du Petit Mont-Cenis.
Le tunnel de base du Mont-d'Ambin de la nouvelle liaison ferroviaire transalpine Lyon - Turin tire son nom de la montagne mais il passe un peu plus au nord et au nord-est, sous la pointe du Fond Vert et le col de Savine.

### Géologie
Formé dans le prolongement de la Vanoise cristalline qui représente la partie orientale du massif de la Vanoise, le mont d'Ambin est constitué principalement de schistes verts, amphibolites, schistes bleus, gneiss et quartzites. D'importants filons de roches magmatiques sont également à présents, principalement porphyre, diorite et gabbros.

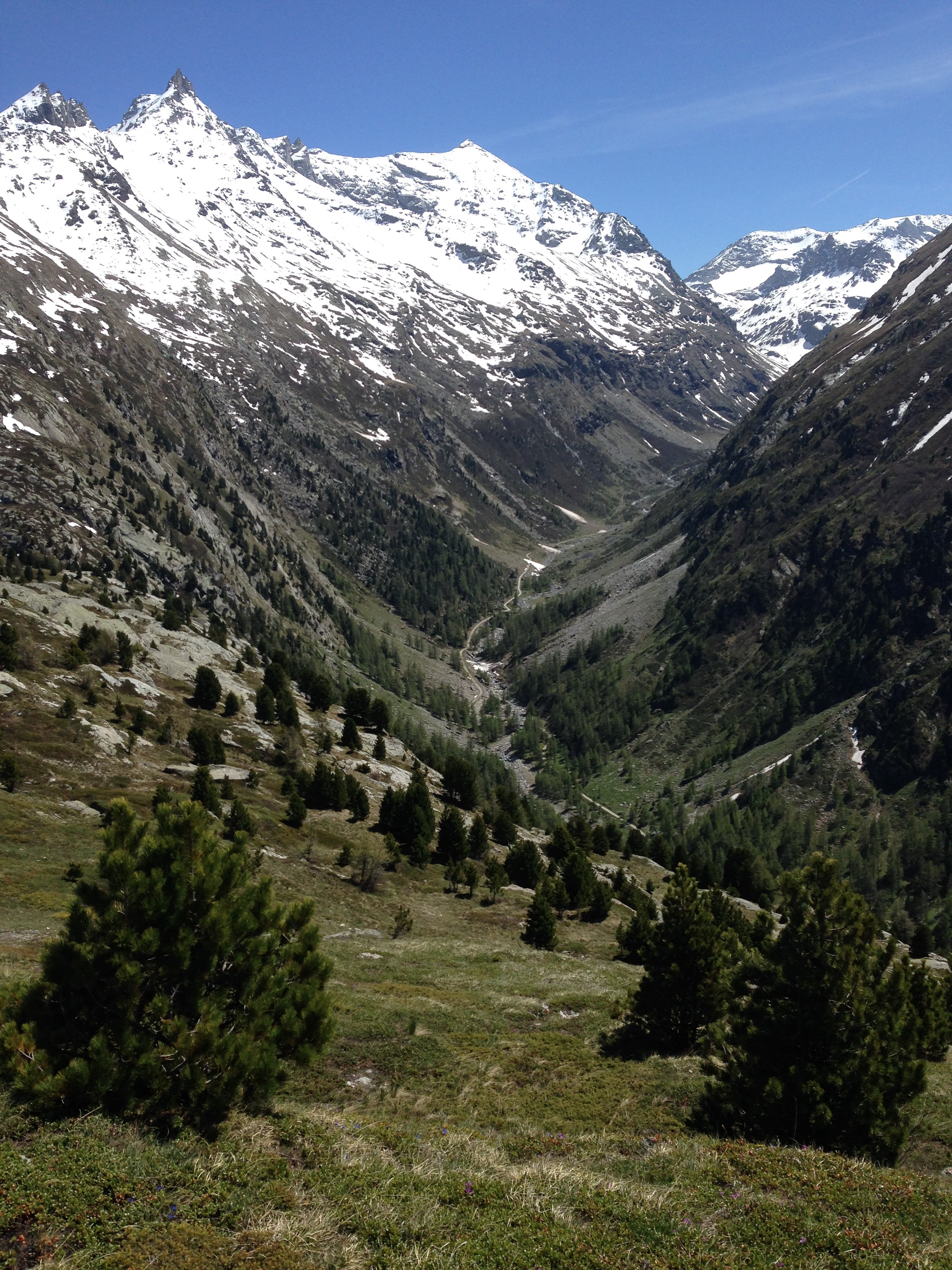
Vue du vallon d'Ambin depuis la pointe de Bellecombe au nord-nord-ouest avec les dents d'Ambin à gauche, le mont d'Ambin au centre et le col d'Ambin à droite.